# Bolton Eyres-Monsell
Bolton Meredith Eyres-Monsell, 1. vikomt Monsell (Bolton Meredith Eyres-Monsell, 1st Viscount Monsell) (22. února 1881 – 21. března 1969) byl britský politik. Jako člen Konzervativní strany byl dlouholetým poslancem Dolní sněmovny. Po první světové válce zastával řadu nižších funkcí ve vládě, nakonec byl ministrem námořnictva (první lord admirality; 1931–1936). V roce 1935 s titulem vikomta vstoupil do Sněmovny lordů.

## Životopis
Pocházel z rodiny Monsell připomínané od 16. století a později usazené v Irsku. Narodil se jako nejmladší ze šesti děti plukovníka Boltona Monsella (1840–1919). Původně sloužil u námořnictva, v roce 1904 se oženil s Mary Sybil Eyres (1881–1959) a začal užívat alianční příjmení Eyres-Monsell. V letech 1910–1935 byl členem Dolní sněmovny, kde reprezentoval Konzervativní stranu. Za první světové války jako důstojník sloužil opět u námořnictva, po válce se začal uplatňovat v nižších funkcích ve vládě. V Lloyd Georgově vládě byl pokladníkem královského dvora (Treasurer of the Household; 1919–1921), poté se díky službě u námořnictva dostal k funkcím na admiralitě. Nejprve byl civilním lordem admirality (1921–1922) a pak jejím finančním tajemníkem (1922–1923), v tomto úřadu byl zároveň mluvčím admirality v Dolní sněmovně. V několika vládách byl pak parlamentním tajemníkem v úřadu kancléře pokladu (ministerstvo financí; 1923–1924, 1924–1929 a 1931). V MacDonaldově vládě se nakonec stal ministrem námořnictva (první lord admirality; 1931-1936), v roce 1932 byl jmenován členem Tajné rady. V roce 1935 získal titul vikomta a vstoupil do Sněmovny lordů, krátce nato opustil vládu a odešel do soukromí. Za zásluhy obdržel v roce 1929 Řád britského impéria.
Z manželství se Sybil Eyres měl čtyři děti, dědicem titulu vikomta byl jediný syn Henry Bolton Eyres-Monsell, 2. vikomt Monsell (1905–1994), jehož úmrtím titul zanikl.